# آرادو اس‌سی ۲
آرادو اس‌سی ۲ (به انگلیسی: Arado_SC_II) یک هواگرد از نوع غیرنظامی هواپیمای آموزشی ساخت شرکت آرادو فلوکتسایک‌ورک در آلمان است. هواگرد آرادو اس‌سی ۲ نخستین پروازش را در ۱۹۲۸ میلادی انجام داد. در مجموع، تعداد ۱۰ فروند از این هواگرد ساخته شده‌است.